# Bigband
Et Bigband er et orkester med almindeligvis 17 musikere (standardbesætningen), der spiller jazz-musik - især swing - men spænder fra Swing til moderne jazz og funk og latin jazz i nyere tid.

## Besætning
Et bigband består af fire sektioner, hver bemandet med mindst 4 musikere.
- Rytmesektionen, bestående af: trommer, kontrabas (eller oftere i nyere tid el-bas), klaver og guitar samt evt. percussion
- trompet-sektionen
- basun-sektionen (inkl. bastrombone)
- Træblæsersektionen med saxofoner (alt, tenor og bariton samt i sjældnere tilfælde sopran), klarinetter og fløjter. (Klarinet og fløjte udelades dog ofte eller spilles blot af nogle af saxofonisterne).

Endelig kan der være vokalist(er), som dog ikke medregnes i selve bigbandet, men oftest præsenteres som solisten.

## Historie
Bigbandet blev i 1920'erne et populært fænomen i det amerikanske musikliv og spredte sig herfra. Dengang bestod et bigband typisk af 10-13 musikere, skønt man ikke benyttede ordet "bigband" i dén sammenhæng. De rigtige bigband dukker op i USA omkring 1933, og får hurtigt en særskilt spillestil, især bygget op af såkaldte riffs. 
Det var mere eller mindre en dansevenlig ungdom, som midt i økonomisk depression krævede de store besætninger og dansesteder. Sin mest betydningsfulde musikalske udvikling gennemgik bigband-musikken i perioden 1935-45. I 1990'erne kom en opblomstring og en interesse for bigband, og alene i Danmark findes over 100 af slagsen.
På grund af orkestrets størrelse og stigende lønninger er bigband ikke mere så normale i musiklivet som tidligere.
Danmarks Radio finansierede gennem mange år Radioens Big Band, som nu må klare sig selv på private vilkår.
Det Kgl. Danske Musikkonservatoriums bigband havde verdenspremiere i 2001 under ledelse af professor Mogens Andresen og bestod da af unge musikstuderende.
Aarhus Jazz Orchestra støttes økonomisk af Statens Kunstfond og Aarhus Kommune og har er et såkaldt rytmisk basisensemble, der dog primært spiller bigband-musik.
Nordkraft Big Band støttes af flere nordjyske kommuner, herunder bl.a. Aalborg Kommune, samt Statens Kunstfond og private fonde. 